# Boulevard d'Haussonville
Pour les articles homonymes, voir Haussonville.
Le boulevard d'Haussonville est une voie de la commune de Nancy, dans le département de Meurthe-et-Moselle, en région Lorraine.

## Situation et accès
Au sein du territoire communal de la ville de Nancy, le boulevard d'Haussonville se place à sa périphérie sud-ouest, au sein du quartier Haussonville - Blandan - Donop. L'extrémité septentrionale de la voie est limitrophe de la commune de Villers-les-Nancy.

## Bâtiments remarquables et lieux de mémoire
- Au n° 145 : maison du peintre Pierre-Dié Mallet[1].